# Yimaj shemó
La frase hebrea yimaj shemó יִמַּח שְׁמוֹ ("Que su nombre sea borrado") es una maldición que se coloca después del nombre de enemigos particulares del pueblo judío.
Una variante es yimaj shemó ve-zijró יִמַּח שְׁמוֹ וְזִכְרוֹ ("Que su nombre y su recuerdo sean borrados"). Yimaj shemó es una de las maldiciones más potentes del idioma hebreo.

## Uso
El término, aunque sea hebreo, puede insertarse como una frase hecha en otros idiomas además del hebreo, incluido el yiddish y el inglés. Cuando la frase se usa en plural, se aplica el plural hebreo -am ("sus nombres y sus recuerdos sean borrados", yimaj shemam ve-zijram). Además, el epíteto puede abreviarse como "YS" en algunos textos. En hebreo, la abreviatura es (יש"ו) y-sh"u.
Esta maldición puede recordar a otros ejemplos de borrado de nombres en otras culturas como la damnatio memoriae. También se le ha llamado "la clásica maldición judía".

### Amán y otros
La frase se origina en Purim para referirse a Hamán, pero se puede aplicar a cualquier enemigo abominable del pueblo como Sabbatai Zevi, España, Iósif Stalin los rusos, los polacos, Adolf Hitler, Adolf Eichmann, Josef Mengele, cualquier otro nazi o incluso en casos de desprecio personal, como el de un padre maltratador, o por el contrario, como lo hacía el padre de Israel Zangwill con su hijo dramaturgo. Jafetz Jaim usó el epíteto con el hombre que trató de persuadirlo para que abandonara sus estudios.
Hay un número muy pequeño de textos donde yimaj shemó se usa con Jesucristo, pese a esto, un pequeño grupo cree que su grafía hebrea, Yeshu, (יֵשׁוּ, quitándole la ayin [יֵשׁוּעַ]) puede estar relacionada con el yimaj shemó, esto podría ser herencia de algunas polémicas tradiciones medievales.
Uno de los primeros usos de esta conexión en la literatura luterana la hizo el converso Johan Kemper.

### Amalec
Aunque el contexto inmediato de la frase yimaj shemó ve-zijró está relacionado con Hamán, algunas fuentes sugieren que la segunda parte de la frase "y su memoria" (vezijró) se remonta al mandamiento de "borrar la memoria de Amalec" (תִּמְחֶה אֶת־זֵכֶר עֲמָלֵק) en Deuteronomio 25:19 y Éxodo 17:14. Esta conexión está respaldada en algunas fuentes por la idea de que Hamán es descendiente de Amalec .

## Términos relacionados
En yiddish, un sustantivo derivado, formado con el sufijo nominalizador eslavo -nik, es yemaj-shmoynik "sinvergüenza" (femenino, yemaj-shmoynitse), pero no posee la gravedad del epíteto original: yemaj-shmoy .
El término yimaj shemó se usa a menudo en combinación con el término meshummad, de la raíz shamad, que significa destruir.
Varios académicos europeos han comparado la destrucción de la memoria de Amalec con la damnatio memoriae latina.